# New Tattoo
New Tattoo ist das im Jahr 2000 erschienene, achte Studioalbum der US-amerikanischen Glam-Metal-Band Mötley Crüe. Es ist das einzige Album der Band, an dessen Aufnahme Gründungsmitglied Tommy Lee nicht beteiligt war. Er war nach seinem 1998 erklärten Ausstieg durch den Schlagzeuger Randy Castillo ersetzt worden.

## Hintergrund
Mötley Crüe hatte den Sänger Vince Neil 1992 durch John Corabi ersetzt, mit dem die Band das Album Mötley Crüe aufnahm. Nachdem das Album die kommerziellen Erwartungen der Plattenfirma Elektra Records nicht erfüllen konnte, übte sie Druck auf die Band aus, Neil in die Band zurückzuholen und Corabi zu entlassen. Mit Neil wurden die bereits mit Corabi begonnenen Aufnahmen und das Songwriting für Generation Swine fortgesetzt. Besonders Tommy Lee war mit dieser Entwicklung nicht einverstanden, da er eine musikalische Rückwärtsorientierung wahrnahm, nahm mit der Gruppe 1998 aber noch die beiden neuen Titel für das Best-of-Album Greatest Hits (Bitter Pill und Enslaved) auf. Er spielte auch auf der anschließenden Tournee mit der Band, verkündete anschließend jedoch seinen Ausstieg aus der Band. Nach der Entlassung aus der viermonatigen Haft, die er 1998 wegen eines Angriffs auf seine Ehefrau, Pamela Anderson, verbüßen musste, gründete er Methods of Mayhem.
Seine ehemalige Band entschloss sich, ihre Karriere ohne Lee fortzusetzen, und verpflichtete Randy Castillo, den langjährigen Schlagzeuger von Ozzy Osbourne, für die Aufnahmen ihres nächsten Albums. Als Produzent wurde Mike Clink gewonnen, der mit Guns n’ Rose deren Debütalbum sowie die beiden Use-Your-Illusion-Alben aufgenommen hatte. Nikki Sixx erwartete, dass das neue Album mindestens genauso erfolgreich sein würde, wie 1989 Dr. Feelgood. Das am 11. Juli 2000 veröffentlichte Album enthielt eine Coverversion des Lieds White Punks on Dope, das The Tubes 1975 aufgenommen hatten. Als Single wurde das Lied Hell on High Heels veröffentlicht, das Platz 13 der Mainstream Rock Charts in den USA erreichte.
Direkt vor dem Start der New-Tattoo-Tournee in den USA erkrankte Castillo an Krebs; er wurde durch die Schlagzeugerin der Band Hole, Samantha Maloney, ersetzt. Castillo starb am 26. März 2002.

## Sonstiges
- Eine der Hintergrundsängerinnen auf der Tournee war Pearl Aday.
- Die Live-DVD Lewd, Crewd, and Tattoed wurde auf der New Tattoo-Tournee mitgeschnitten.

## Rezeption
New Tattoo erreichte in den USA Platz 41 der Album-Charts.
Nach Angaben der Firma Nielsen SoundScan wurde New Tattoo in den USA bis heute 203.000 verkauft.

## Titelliste
1. 4:15 – Hell on High Heels (Mars, Neil, Sixx)
2. 3:40 – Treat me Like the Dog I am (Sixx)
3. 4:18 – New Tattoo (Mars, James Michael, Sixx)
4. 4:22 – Dragstrip Superstar (Michael, Sixx)
5. 4:25 – 1st Band on the Moon (Sixx)
6. 3:59 – She Needs Rock n Roll (Michael, Sixx)
7. 3:32 – Punched in the Teeth by Love (Castillo, Mars, Neil, Sixx)
8. 3:34 – Hollywood Ending (Michael, Sixx)
9. 3:44 – Fake (Michael, Sixx)
10. 3:45 – Porno Star (Sixx)
11. 3:45 – White Punks on Dope (Evans, Spooner, Steen)

Die europäische Ausgabe des Albums enthielt einen Bonus-Track:
1. 4:25 – Timebomb (Sixx, Mars, Neil, Castillo)

In Japan wurde New Tattoo mit dem Bonus-Track American Zero veröffentlicht.
1. 3:45 – American Zero